# Siphona terrosa
Siphona terrosa là một loài ruồi trong họ Tachinidae.